# بیدقطار سفلی
بیدقطار سفلی، روستایی از توابع بخش مرکزی شهرستان سلسله در استان لرستان ایران است.وطایفه‌های‌روستای‌بیدقطارسفلی‌ازطایفه‌پولادتیره‌حتم‌بگ‌‌آقایان‌کاظمی‌پور‌ها‌هستندایل
سوری‌ها‌آقایان‌دهقانی‌هاهستند‌‌که‌دهقانی‌ها‌خواهرزاده‌‌کاظمی‌ها‌هستندکه‌بالای‌100سال‌درمنطقه‌بسطام‌قراردارند

## جمعیت
این روستا در دهستان هنام قرار دارد و براساس سرشماری مرکز آمار ایران در سال ۱۳۸۵، جمعیت آن ۲۲۶ نفر (۶۰خانوار) بوده‌است.